# Genhe
Genhe är en stad på häradsnivå som lyder under förbundet Hulunbuir i den autonoma regionen Inre Mongoliet i norra Kina, omkring 1 400 kilometer nordost om regionhuvudstaden Hohhot. 